# Kurt Albrecht (Produzent)

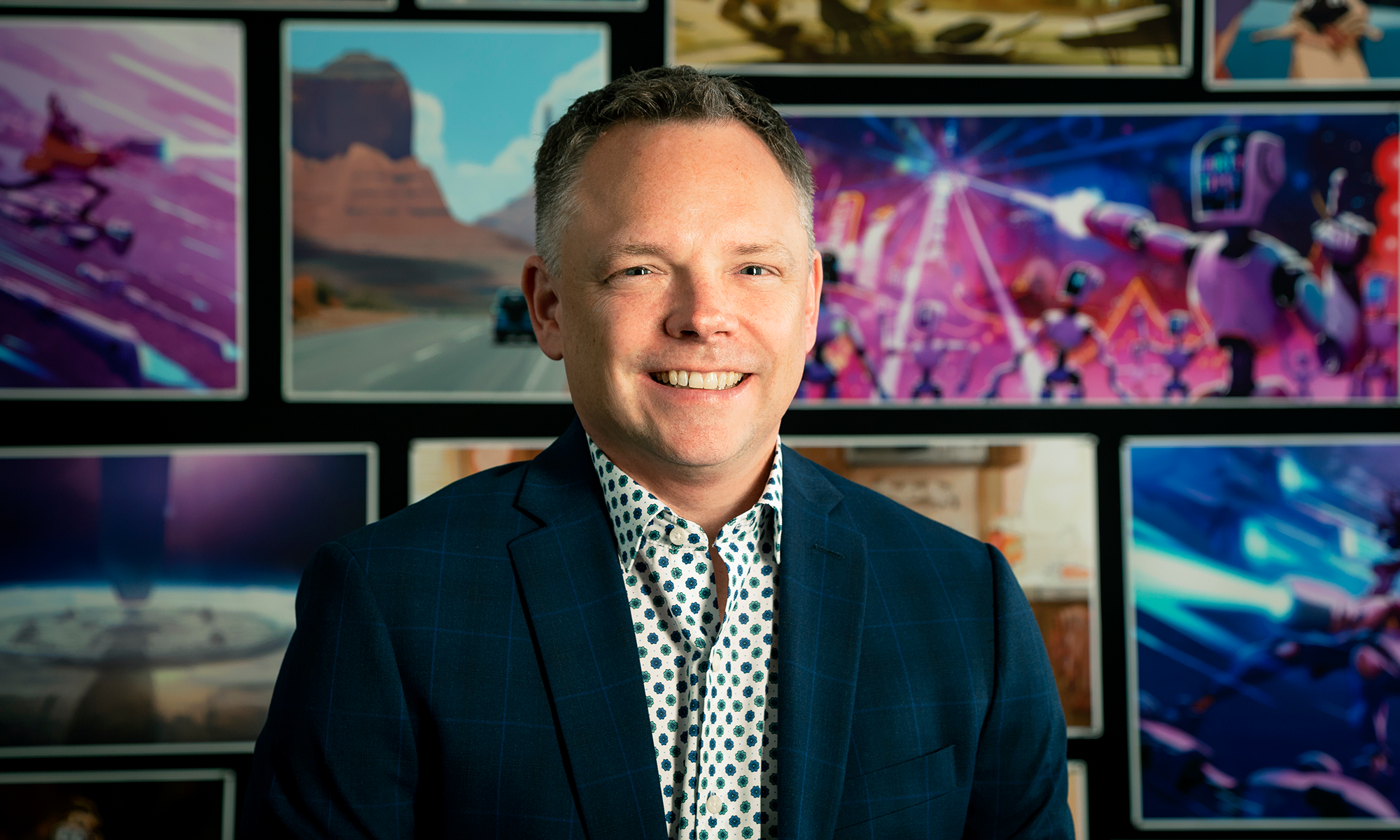
Kurt Albrecht

Kurt Albrecht (* in Seattle, Washington) ist ein US-amerikanischer Filmproduzent von Sony Pictures Animation.

## Leben
Albrecht begann seine Karriere bei Hyperion Studio, anfangs als Assistent und später dann als Senior Vice President für Produktion. Im Laufe der zehn Jahre, die er dort arbeitete, produzierte und/oder überwachte er die Produktion von 7 Spielfilmen und 6 Fernsehserien, sowohl Zeichentrick- als auch Realverfilmungen.
Dann war Albrecht Vice President of Physical Production bei Paramount Animation. Außerdem war er Line Producer bei Lego Ninjago () von Warner Animation und beim Animationsfilm Gatchaman (2013) von Imagi Studios. Davor produzierte er die Home-Entertainment-Veröffentlichung Jasmins bezaubernde Geschichten - Träume werden Wirklichkeit (2007) für die DisneyToon Studios.
Auch war Kurt Albrecht als Vice President of Physical Production der Sony Pictures Animation Studios tätig, wo er an der Planung, Budgetierung und Überwachung aller Projekte in der Entwicklung arbeitete. Außerdem produzierte er den Studio-Minifilm Die Schlümpfe - Eine schlumpfige Weihnachtsgeschichte (2013).
Der Film Die Mitchells gegen die Maschinen (2021), an dem er als Produzent arbeitete, erhielt eine Oscar-Nominierung zum Besten Animationsfilm.
Er lebt mit seiner Frau Mary Blee und zwei Kindern in Silver Lake, Kalifornien.

## Filmographie

### Produktionsleiter
- 1996: Bone Chillers (Fernsehserie, 7 Episoden, Executive in charge of production)
- 1996–1998: Life with Louie (Fernsehserie, 26 Episoden, Executive in charge of production)
- 1997: The Monkey Prince (Executive in charge of production)
- 1999: Tom’s Midnight Garden (Executive in charge of production)
- 1997–2000: 13 auf einen Streich (Fernsehserie, 9 Episoden, Executive in charge of production)
- 2000: Die Geschichte vom Teddy, den niemand wollte (Executive in charge of production)
- 2001–2002: Die Prouds (Fernsehserie, 21 Folgen, Executive in charge of production)
- 2015: Jagdfieber 4 – Ungebetene Besucher
- 2016: Könige der Wellen 2 – Wave Mania

### Produzent
- 1997–1998: Cartoon Sushi (Fernsehserie, Episode 1x10)
- 1997–1998: ARK, the Adventures of Animal Rescue Kids (Fernsehserie, Executive Producer)
- 1997: Der tapfere kleine Toaster als Retter in der Not (The Brave Little Toaster to the Rescue) (Co-Producer)
- 1998–2000: The Adventures of A.R.K (Executive Producer) TV SHOW
- 1998: Der tapfere kleine Toaster fliegt zum Mars (The Brave little Toaster Goes to Mars) (Co-Producer)
- 1998: Leben und lieben in L.A. (Playing by Heart) (Co-Producer)
- 1999: The New Adventures of A.R.K. (Executive Producer) TV SHOW
- 2001: The Proud Family Shorties (Fernsehserie, Executive Producer)
- 2002: The Adventures of Tom Thumb & Thumbelina (Executive Producer)
- 2002–2005: Die Prouds (The Proud Family) (Fernsehserie, 31 Episoden, Executive Producer)
- 2004: 3-Way (Executive Producer)
- 2007: Jasmins bezaubernde Geschichten – Träume werden Wirklichkeit (Disney Princess Enchanted Tales: Follow Your Dreams)
- 2011: Die Schlümpfe - Eine schlumpfige Weihnachtsgeschichte (The Smurfs: A Christmas Carol) (Kurzfilm)
- 2013: Super Manny (Kurzfilm)
- 2013: Earl Scouts (Kurzfilm)
- 2014: Attack of the 50 Ft. Gummi Bear! (Kurzfilm)
- 2020: Die Mitchells gegen die Maschinen (The Mitchells vs the Machines)

### Visuelle Effekte
- 2012: Hotel Transsilvanien

### Additional Crew
- 2013: Wolkig mit Aussicht auf Fleischbällchen 2 (Cloudy with a Chance of Meatballs 2)